# Долгоруков, Михаил Владимирович
Князь Михаил Владимирович Долгоруков (14 (24) ноября 1667 — 11 (22) ноября 1750) — один из «верховников», действительный тайный советник, сенатор, губернатор Сибири и Казани.
Рюрикович в XXV колене, из княжеского рода Долгоруковых. Отец В. М. Долгорукова-Крымского и дед Я. А. Брюса.
Сын боярина Владимира Дмитриевича Долгорукова и Татьяны Тимофеевны урождённая Ладыгина. Имел братьев: фельдмаршала В. В. Долгорукова. Юрия, Сергея, Ивана, Владимира и сестёр: Ксения —жена сибирского царевича Дмитрия Алексеевича и Фёдосья — жена генерал-поручика Петра Михайловича Голицына.
Племянник полководца Ю. А. Долгорукова,

## Служба Петру I
Из жильцов пожалован в стольники (25 декабря 1685-1692). Указано ему сопровождать Государей в их поездках (ноябрь 1688). Участвовал в Крымском походе 1689 года, в полку своего отца. Дневал и ночевал при гробе царя Ивана V Алексеевича (1696). Комнатный стольник. При учреждении Петром Великим Сената, был в числе первых девяти сенаторов (22 февраля 1711). Насколько важно это назначение, можно судить из того, что клятвенное обещание, по которому сенаторы присягали (02 марта 1711) в Успенском соборе, в присутствии Петра I и рязанского митрополита Стефана, было сочинено самим царём. Сенаторы собственноручно подписались под присягой и были поздравлены царём в новом звании. На свадьбе Н. М. Зотова был в венецианском платье с «парой свирелей», а по другому списку с «чёрными дудочками» (1715).
Во время следствия над царевичем Алексеем Петровичем, на него пало подозрение, что он способствовал его побегу (1718). По приказанию царя, у дома поставлен караул (17 февраля 1718), арестован (16 марта 1718) и отвезён из Петербурга в Москву. Смягчению его участи содействовало, по-видимому, письмо к царю князя Я. Ф. Долгорукова, в котором он указывал на верность всего своего рода царю, вспоминал смерть дяди и брата во время стрелецкого бунта и пребывание своё с царём в Троице-Сергиевом монастыре. Не оправдывая Долгорукова, он писал, что, может быть, он виновен в неумышленном произнесении каких-нибудь дерзновенных слов и достоин за это наказания, но не такого, как злодеи, с умыслом что-либо сделавшие. Благодаря такому сильному заступничеству, Долгоруков был сослан не в Сибирь, а в одну из своих деревень, где прожил три года. Получил дозволение приехать в Москву (09 января 1721).
Последовал царский указ Сенату о назначении Долгорукова губернатором в Сибирь на место князя А. М. Черкасского (15 января 1724). Не успел ещё Долгоруков отправиться на место своего нового назначения, как скончался Петр I Великий, а потому он поехал в Тобольск уже после коронации императрицы Екатерины I. Произведён в тайные советники (23 марта 1727). Ko двору возвратился при Петре II (04 сентября 1728). Произведён в действительного тайного советника и вступил в члены Верховного тайного совета (06 апреля 1729).

## «Кондиции» иопала
По кончине Петра II, участвовал в ночном совещании в Лефортовском дворце о престолонаследии и составлении подложного духовного завещания императора (19 января 1730), участник в избрании курляндской герцогини Анны Иоановны, разработке в первоначальной редакции «пунктов», ей предложенных, и в окончательной выработке «кондиций» об ограничении власти Анны Иоанновны.
Назначен губернатором в Астрахань (08 апреля 1730), а месяц спустя сослан на житье в свою боровскую деревню. По делу подложного завещания, за то что знали и не донёс, приговорён к смертной казни, однако был только сослан.
Определён в Казань генерал-губернатором (28 ноября 1730), отрешён от должности и вместе с братом своим, фельдмаршалом князем В. В. Долгоруковым, сослан в Нарву (23 декабря 1731). По решению особого «генерального собрания», образованного для рассмотрения «государственных воровских замыслов Долгоруких» (1739), отправлены в пожизненное заточение в Соловецкий монастырь, с запрещением выходить куда бы то ни было кроме церкви (12 ноября 1739). Содержался в Шлиссельбурге (10 июля 1741), на содержание приказано отпускать по 1 рублю в день.

## Старость
Императрица Елизавета Петровна, вступив на престол, в 1741 году возвратила ему свободу, чин действительного тайного советника и звание сенатора, 1742 году и имения. Последние годы жил в Москве, где в ноябре 1750 года умер. Видевшая его в 1748 году великая княгиня Екатерина Алексеевна вспоминала:
Однажды императрица поехала обедать к генералу Апраксину, мы были в числе приглашенных. После обеда привели к императрице одного старика, князя Долгорукова, слепого, который жил напротив дома генерала Апраксина. Это был князь Михаил Владимирович Долгоруков, который прежде был сенатором, но не умел ни читать, ни писать ничего, кроме своего имени; однако он считался гораздо умнее своего брата, фельдмаршала князя Василия Долгорукова, умершего в 1746 году.
 В то же время князь Пётр Долгоруков писал, что «Михаил Владимирович был человеком ограниченным, без всякого образования, беспредельно тщеславным, а его крайняя самонадеянность была сравнима с полной его ничтожностью». Погребён в Богоявленском монастыре.

## Семья
Жена: княжна Евдокия Юрьевна урождённая Одоевская (1675—16.04.1729), дочь боярина Ю. М. Одоевского и Анастасии Фёдоровны урождённой княжны Хворостининой. Погребена с мужем в Богоявленском монастыре.
В браке имели четырёх сыновей и четырёх дочерей:
- Анна Михайловна (6.07.1694—23.06.1770) — замужем за Львом Александровичем Милославским (1700—1746).
- Сергей Михайлович (1695—1763) — учился в Голландии, служил в гвардии (с 1722), генерал-майор (с 1743).
- Анастасия Михайловна (1700—28.07.1745) — замужем за генерал-поручиком графом Александром Романовичем Брюсом (1704—1760), их сын генерал-аншеф Яков Брюс.
- Евдокия Михайловна (1708—25.08.1749)
- Александр Михайлович (1714—1750)
- Aгpaфенa Михайловна (1716—1775)
- Василий Михайлович (1722—1782) — генерал-аншеф, главнокомандующий Московским гарнизоном.
- Пётр Михайлович (1724—1737)

## Отзывы современников
В своих воспоминаниях испанский посол герцог Лирийский писал о нём:

Князь Михаил Долгоруков, брат фельдмаршала, был такой тщеславный человек, какого я не встречал никогда; для него все было безделица; но вместе с сим он готов был сделать все, чтобы достичь до своей цели. Ума у него было немного; он лгал ужасным образом; был коварен; не любил никого и скуп до чрезвычайности — словом, в нём не было ничего путного.